# Tony Chapman
Anthony "Tony" Chapman – brytyjski perkusista, członek pierwszego składu The Rolling Stones. 
Z The Rolling Stones występował w 1962 roku, jeszcze zanim ustabilizował się skład, brał udział w pierwszym oficjalnym koncercie zespołu, który odbył się w dniu 12 lipca 1962 roku w Marquee Club w Londynie. Chapman jednak nie był zadowolony z wysokości zarobków w The Rolling Stones (w tym czasie były niskie i nieregularne), poza tym nie był wielbicielem bluesa, dlatego po kilku miesiącach odszedł z zespołu. W styczniu 1963 przy perkusji zastąpił go Charlie Watts.